# Pudu
Pudu è una suddivisione dell'India, classificata come census town, di 12 409 abitanti, situata nel distretto del Kannada Meridionale, nello stato federato del Karnataka. In base al numero di abitanti la città rientra nella classe IV (da 10 000 a 19 999 persone).

## Geografia fisica
La città è situata a 12° 52' 45 N e 74° 58' 04 E.

## Società

### Evoluzione demografica
Al censimento del 2001 la popolazione di Pudu assommava a 12 409 persone, delle quali 6 202 maschi e 6 207 femmine. I bambini di età inferiore o uguale ai sei anni assommavano a 1 840, dei quali 943 maschi e 897 femmine. Infine, coloro che erano in grado di saper almeno leggere e scrivere erano 8 531, dei quali 4 730 maschi e 3 801 femmine.